# City Landskrona
City Landskrona var en gratistidning som riktade sig till Landskrona med omnejd åren 2007–2013. Tidningen ingick i gratistidningskonceptet City med fokus på unga läsare. City Landskrona var en av fem editioner av tidningen City, som gavs ut i Skåne – övriga var City Helsingborg, City Malmö, City Lund och City Kristianstad. 
City Landskrona hade en upplaga på 4 600 ex och 25 000 dagliga läsare (Orvesto 2011 helår). Tidningens redaktion satt på Östergatan 3 i Landskrona, samma adress som Landskrona Posten (Landskronas edition av Helsingborgs Dagblad).
På grund av dålig lönsamhet med vikande annonsmarknad lades tidningen ned år 2013.